# Нильсен, Трин
Трин Нильсен (нем. Trine Nielsen), в девичестве Йенсен (дат. Trine Jensen, родилась 16 октября 1980 года в Ольборге) — датская гандболистка, чемпионка летних Олимпийских игр 2004 года. Играла на позиции правой полусредней.

## Биография
Начинала карьеру в команде «Скьяринг», где играл её брат. Далее выступала за «Брабранд» и «Икаст-Бординг», с последним выиграла Кубок ЕГФ в 2002 году. В 2004 году перешла в стан клуба «Ольборг», через год ушла в «Свендборг». В 2009 году на время прервала свою игровую карьеру после операции на колене, вернувшись в 2011 году как игрок «Оденсе». Карьеру завершила по окончании сезона 2012/2013 Anschließend beendete sie ihre Karriere.
Нильсен провела 54 игры за сборную Дании, отличившись 87 раз. В 2002 году она стала чемпионкой Европы, а в 2004 году — олимпийской чемпионкой.
Сестра гандболиста Йеспера Йенсена. После замужества взяла фамилию Нильсен.